# NGC 5484
NGC 5484 is een elliptisch sterrenstelsel in het sterrenbeeld Grote Beer. Het hemelobject werd op 14 april 1789 ontdekt door de Duits-Britse astronoom William Herschel.

## Synoniemen
- ZWG 272.29
- NPM1G +55.0192
- PGC 50338